# Thelcticopis rubristernis
Thelcticopis rubristernis là một loài nhện trong họ Sparassidae.
Loài này thuộc chi Thelcticopis. Thelcticopis rubristernis được Embrik Strand miêu tả năm 1911.